# 鼠型斑疹伤寒
鼠型斑疹伤寒（英文：Murine typhus），又称地方性斑疹傷寒（endemic typhus）、跳蚤传斑疹伤寒（flea-borne typhus），是斑疹伤寒的一种，病原體為傷寒立克次體（Rickettsia typhus）。地方性斑疹伤寒于流行性斑疹伤寒不同，前者主要流行於家鼠之間、印度鼠蚤為由鼠類傳給人的主要媒介，而后者一般由体虱传播。跳蚤吸血後獲得病原體，其在中腸上皮細胞增殖，再釋入體腔，隨蚤糞排出，經皮膚傷口或呼吸道吸入而感染人體。此並不能直接人傳人，自然界的感染源存留於鼠→蚤→鼠的傳染環內。病人可以使用治療四環黴素或氯黴素治疗。

## 臨床特徵
臨床特徵有頭痛、惡寒的情況，但病情輕、病程短，潛伏期為6～14日，死亡率極低。氯黴素及四環素為其特效藥物，病癒後的復發性低。

## 地區
地方型斑疹傷寒發病地區散佈於全球，多見於熱帶和亞熱帶地區。美國則以南加州、德州與夏威夷最多案例。